# Fiedowo (rejon bieżanicki)
Fiedowo (ros. Федово) – wieś (ros. деревня, trb. dieriewnia) w zachodniej Rosji, w wołoście Luszczikskaja (osiedle wiejskie) rejonu bieżanickiego w obwodzie pskowskim.

## Geografia
Miejscowość położona jest nad rzeką Aszewka, 10 km od centrum administracyjnego osiedla wiejskiego (Luszczik), 13 km od centrum administracyjnego rejonu (Bieżanice), 121 km od stolicy obwodu (Psków).
W granicach miejscowości znajdują się ulice: Iwana Bierieznickogo, Nagornaja.

## Demografia
W 2010 r. miejscowość zamieszkiwało 10 osób.